# Paradoxul lui Bertrand (teoria probabilităților)
Paradoxul lui Bertrand este o problemă ce reflectă interpretarea tradiționalistă a teoriei probabilităților. A fost propusă de matematicianul Joseph Bertrand, în 1889, în lucrarea sa Calcul des probabilites , dorindu-se a fi un exemplu al ambiguității algoritmului de calcul al probabilităților atunci când variabila aleatorie nu este definită clar.

## Formularea problemei
Paradoxul lui Bertrand are următoarea formulare: Fie un triunghi echilateral înscris într-un cerc. Presupunând că o coardă a cercului este aleasă aleatoriu, care este probabilitatea ca aceasta să fie mai lungă decât o latură a triunghiului?
Bertrand a dat trei soluții de rezolvare, toate valide, în ciuda rezultatelor diferite obținute.
1. Metoda punctelor aleatorii

Coarde aleatorii, metoda de selecție 1; roșu = mai lungă decât latura triunghiului, albastru = mai scurtă

Alege două puncte aleatorii situate pe circumferința cercului și trasează o linie pentru a forma coarda corespunzătoare. Pentru a calcula probabilitatea căutată, imaginează rotirea triunghiului înscris în așa fel încât unul dintre vârfurile sale să coincidă cu unul dintre capetele coardei anterior trasate. Dacă capătul celălalt al coardei este situat pe arcul de cerc trasat de latura triunghiului opusă punctului ales drept vârf, coarda este mai lungă decât o latură a triunghiului. Datorită faptului că lungimea arcului de cerc (pomenit înainte) este o treime din circumferința cercului, probabilitatea ca o coardă aleasă aleatoriu să fie mai lungă decât o latură a triunghiului este de 1/3. 

2. Metoda razei de cerc

Coarde aleatorii, metoda de selecție 2

Construiește o rază a cercului și imaginează rotirea triunghiului astfel încât una dintre laturile sale să fie perpendiculară pe raza construită. Acum construiește o coardă oarecare perpendiculară pe rază (și, prin urmare, paralelă cu latura triunghiului). Coarda este mai lungă decât o latură a triunghiului dacă punctul de intersecție al coardei cu raza se află în interiorul triunghiului. Datorită faptului că latura triunghiului înscris împarte în două raza, probabilitatea ca o coardă aleasă aleatoriu să fie mai lungă decât o latură a triunghiului este de 1/2.

3. Metoda punctului de mijloc

Coarde aleatorii, metoda de selecție 3

Construiește un al doilea cerc înscris în triunghiul echilateral. Alege un punct oarecare cuprins în cercul mare și construiește coarda aferentă ce este împărțită de acel punct în două segmente egale. Coarda este mai lungă decât o latură a triunghiului dacă punctul ales este cuprins în cercul (mai mic) înscris în triunghi. Datorită faptului că raza cercului înscris în triunghi (i.e. cercul mic) este de 1/2  din raza cercului mare, aria sa fiind de o pătrime din aria cercului mare, probabilitatea ca o coardă aleasă aleatoriu să fie mai lungă decât o latură a triunghiului este de 1/4. 

După cum se observă, metodele de selecție diferă prin accentul pe care-l pun pe diametrul cercului (i.e. pe construcția sa). În prima metodă, fiecare coardă poate fi aleasă într-un singur mod, indiferent că este sau nu diametru. În a doua metodă, fiecare diametru poate fi ales în două moduri, pe când fiecare coardă poate fi aleasă într-un singur mod. În a treia metodă, fiecare alegere a unui punct de mijloc corespunde unei coarde unice, cu excepția centrului cercului care este punctul de mijloc al tuturor diametrelor. Aceste chestiuni pot fi evitate prin „regularizarea” problemei, astfel încât ambiguitatea diametrelor să fie exclusă, fără afectarea probabilităților rezultate.
Metodele de selecție pot fi, de asemenea, vizualizate după cum urmează. Fiecare coardă, cu excepția diametrelor, poate fi identificată printr-un punct de mijloc unic. Prin urmare, fiecare dintre cele trei metode de selecție prezintă distribuții diferite ale punctelor de mijloc. Prima și a doua metodă prezintă distribuții neuniforme, pe când a treia metodă prezintă o distribuție uniformă. Pe de altă parte, în imaginile de mai jos se poate observa o mai mare omogenitate a distribuției coardelor metodei doi, pe când în celelalte cazuri distribuția coardelor este eterogenă.
|  |  |  |
|  |  |  |

Alte distribuții pot fi ușor de imaginat, multe producând proporții diferite ale coardelor ce sunt mai lungi decât latura triunghiului înscris în cerc.

## Soluția clasică
Soluția clasică a paradoxului ține de modul în care coarda este aleasă aleatoriu. Prin urmare, dacă și numai dacă modul de alegerii al coardei este specificat, problema dă o soluție bine definită. Aceasta deoarece fiecare metodă de alegere a coardelor dă o anume distribuție diferită a acestora. Cele trei soluții diferite oferite de Bertrand corespund metodelor de selecție diferite ale coardelor și, în absența informațiilor aferente alegerii, nu există niciun motiv a prefera o metodă în defavoarea alteia; în consecință, problema nu are soluție unică.
Un mod de a crea o soluție unică problemei (și de a rezolva paradoxul) este specificarea distribuirii uniforme a capetelor coardelor între 0 și c, unde c este circumferința cercului. Această distribuție este aceeași cu cea dată de prima metodă a lui Bertrand, probabilitatea fiind de  1/3.
Acesta și alte paradoxuri ce țin de interpretarea clasicistă a probabilităților justifică utilizarea formulărilor specifice, inclusiv în cazul probabilității frecvențiale și a probabilității subiective Baynesiene.

## Soluția lui Jaynes a principiului „ignoranței maximale”
Într-o lucrare a fizicianului Edwin Jaynes, intitulată The Well-Posed Problem și publicată în 1973,  acesta propune o soluție pentru paradox bazată pe principiul „ignoranței maximale” - cum că nu ar trebui să folosim nicio informație ce nu este dată explicit în formularea problemei. Jaynes a scos în evidență faptul că problema lui Bertrand nu specifică nici poziția, nici mărimea cercului, și, prin urmare, fiecare soluție trebuie să fie indiferentă față de acestea. Cu alte cuvinte, soluția trebuie să stipuleze atât scala cât și invariația translației.

Pentru a ilustra: să presupunem distribuirea aleatorie a coardelor pe un cerc de diametru 2. Dacă superimpozăm conturul unui alt cerc mai mic pe cercul mai mare (exp. de diametru 1), atunci distribuția coardelor pe acest cerc mai mic trebuie să fie similară cu cea de pe cercul mare. Dacă mutăm cercul mai mic în cadrul cercului mai mare, probabilitatea (problemei de mai sus) trebuie să rămână constantă. Ori, se poate observa cu ușurință că ar exista o schimbare a probabilității obiective pentru metoda 3: distribuția coardelor în cadrul cercului cu contur roșu este evident diferită decât cea existentă în cercul mai mare (vezi figura de jos):

Același lucru se întâmplă pentru metoda 1, deși este mai greu de observat într-o reprezentare grafică. Metoda 2 este singură ce este invariantă atât scalar cât și translațional; metoda 3 este invariantă doar scalar, iar metoda 1 nu este invariantă nici scalar, nici translațional.
Totuși, Jaynes nu a folosit aceste observații pentru a accepta sau respinge metodele propuse de soluționare, lăsând deschisă posibilitatea existenței unei alte soluții a paradoxului ce ține cont de criteriul menționat de el. Jaynes a folosit ecuații integrale în descrierea invarianțelor, pentru a determina direct probabilitatea distribuției. Astfel, ecuațiile integrale dau o soluție unică iar aceasta este conținută de metoda 2 (metoda razei de cerc descrisă mai sus).
Într-un articol din 2015, Alon Drory susține că principiul lui Jaynes se poate aplica și celorlalte două soluții. Drory susține că implementarea matematică a proprietăților invariațiilor nu este unică, ci depinde de procedura de selecție aleatorie folosită. El arată că fiecare din cele trei soluții oferite de Bertrand poate fi obținută folosind invariațiile rotațională, de scală și translațională, concluzionând că principiul lui Jaynes este la fel de interpretabil că principiul indiferenței în sine.

## Experimente fizice
A doua metodă este singură ce îndeplinește cerințele de invarianță prezente în anumite sisteme fizice - cum ar fi în mecanica statistică și fizica gazelor -, precum și în experimentul propus de Jaynes al aruncării paielor, de la o anumită distanță, pe un cerc. Totuși, se pot proiecta și alte experimente practice prin care se pot obține răspunsuri aferente celorlalte (două) metode. Spre exemplu, pentru a ajunge la soluția primei metode (i.e. a punctelor aleatorii) se poate folosi un mecanism de învârtire a cercului, urmând ca două învârtiri independente să definească punctele unei coarde de pe circumferința cercului. Pentru a ajunge la soluția celei de-a treia metode, cercul poate fi uns cu melasă, urmând ca locul de aterizare a unei muște să reprezinte punctul de mijloc al unei coarde. Astfel de experimente au fost derulate de mai mulți cercetători, iar rezultatele au fost verificate empiric.

## Dezvoltări recente
Într-un articol din 2007 a lui Nicholas Shackel intitulat Bertrand's Paradox and the Principle of Indifference, acesta afirmă că paradoxul rămâne nerezolvat după mai bine de 100 de ani, constituind o puternică dovadă împotriva principiului indiferenței. De asemenea, în 2013, într-un articol intitulat "Bertrand's paradox revisited: Why Bertrand's solutions are all inapplicable", Darrel P. Rowbottom arată că toate soluțiile propuse de Bertrand sunt inaplicabile față de problema formulată, încât paradoxul trebuie să fie mai greu de rezolvat decât s-a anticipat inițial.
Shackel subliniază faptul că două abordări diferite au fost, în general, adoptate până în prezent în încercarea de a rezolva paradoxul lui Bertrand: cele care consideră că problema a cuprins mai multe probleme neechivalente, și cele care consideră că problema este bine definită. Shackel îl citează pe Louis Marinoff  ca reprezentat tipic pentru prima categorie, și pe Edwin Jaynes ca reprezentant tipic pentru cea de-a doua.
Totuși, într-un articol recent, Solving the hard problem of Bertrand's paradox, aparținând lui Diederik Aerts și lui Massimiliano Sassoli de Bianchi, se consideră că o strategie mixtă este necesară pentru abordarea paradoxului. Conform acestor doi, problema trebuie mai întâi concretizată prin specificarea naturii entității ce se face subiect alegerii aleatorii, și, doar odată ce această cerință este îndeplinită, problema poate fi considerată bine definită, în sensul lui Jaynes, încât principiul ignoranței maximale poate fi folosit pentru a o rezolva. În acest scop, de vreme ce problema nu specifică modul de alegerea al coardelor, principiul ignoranței maximale trebuie aplicat nu la nivelul diferitelor alegeri posibile ale coardelor, ci, la un nivel mai profund - la nivelul diferitelor moduri de alegerea a coardelor. Aceasta necesită calcularea unei meta-medii asupra tuturor modurilor posibile de selectare a coardelor, pe care autorii au numit-o medie universală. Pentru aceasta, ei folosesc o metodă de discretizare inspirată de definiția legii probabilității în procesele Wiener. Rezultatul obținut este în acord cu cel obținut de Jaynes, deși metoda de punere a problemei este diferită.